# Colonia el Mirador, Oaxaca
Colonia el Mirador är en ort i Mexiko.   Den ligger i kommunen San Jorge Nuchita och delstaten Oaxaca, i den sydöstra delen av landet, 220 km sydost om huvudstaden Mexico City. Colonia el Mirador ligger 1 204 meter över havet och antalet invånare är 350.
Terrängen runt Colonia el Mirador är huvudsakligen kuperad, men den allra närmaste omgivningen är platt. Colonia el Mirador ligger nere i en dal. Runt Colonia el Mirador är det ganska glesbefolkat, med 22 invånare per kvadratkilometer. Närmaste större samhälle är San Sebastián del Monte, 8,5 km öster om Colonia el Mirador. I omgivningarna runt Colonia el Mirador växer huvudsakligen savannskog.